# Azis
Azis (bułg. Азис), właśc. Wasił Trojanow Bojanow (bułg. Васил Троянов Боянов; ur. 7 marca 1978 w Sliwenie) – bułgarski wokalista czałga, znany z wizerunku łączącego w sobie cechy stereotypowo kobiece i męskie. Jeden z najpopularniejszych piosenkarzy bułgarskich.

## Życiorys
Pochodzi z zamożnej rodziny romskiej. Urodził się w Sliwenie, wychowywał się w Kostinbrodzie i Sofii. W 1989 roku, w wieku 11 lat, wyjechał do Niemiec. Bez powodzenia usiłował zrobić karierę fotomodela. Wrócił do Bułgarii, żeby zrobić karierę w branży muzycznej. Jego pierwszy album nie odniósł komercyjnego sukcesu, następne – przeciwnie.
Zainteresowanie wzbudził w dużej mierze wizerunkiem łączącym cechy stereotypowo kobiece i męskie, a także skandalizującymi teledyskami, w których pokazuje się w otoczeniu półnagich mężczyzn, z którymi symuluje stosunek. W jednym z wideoklipów Azis całuje się z księdzem.
W 2005 roku startował w wyborach do bułgarskiego parlamentu z listy partii reprezentującej interesy mniejszości romskiej Euroroma. Partia nie przekroczyła wymaganego progu wyborczego.
W 2006 roku wystąpił jako chórzysta Mariany Popowej, która reprezentowała Bułgarię podczas 51. Konkursu Piosenki Eurowizji z piosenką Let Me Cry. Wokalistka nie zakwalifikowała się do finału.
Brał udział w programie Big Brother VIP 2. Opuścił program na własne życzenie po dziewiętnastu dniach uczestnictwa.
W 2006 roku w programie Welikite Byłgari widzowie wybrali go dwudziestym pierwszym (i jednocześnie drugim żyjącym) Bułgarem wszech czasów.
Opublikował swoją autobiografię – Аз. Азис (tłum. – „Ja. Azis”).
Jest gejem, związanym z Nikim Kitaecą, z którym zawarł w 2006 roku ślub (prawnie nieuznawany w Bułgarii). W 2007 roku został ojcem córki, której biologiczna matka jest jego przyjaciółką.

## Dyskografia
- Bołka (1999)
- Myżete syszto płaczat (2000)
- Syłzi (2001)
- Azis (2002)
- Na soło (2013)
- Kralat (2004)
- Together (2004)
- Azis (2005)
- Diwa (2006)
- Gadna poroda (2011)
- Azis (2014)

## Kompilacje
- The best (2002)
- Cełuwaj me + (2003)
- Dueti (2005)
- MP3 collection (2006)
- The best 2 (2007)
- MP3 collection-new edition (2008)